# Genouillac (Creuse)
Genouillac település Franciaországban, Creuse megyében. Lakosainak száma 724 fő (2022. január 1.). Genouillac Bétête, Bonnat, La Cellette, Châtelus-Malvaleix, Moutier-Malcard, Roches és Saint-Dizier-les-Domaines községekkel határos.

## Népesség
A település népességének változása:
| Lakosok száma | 1010 | 783  | 775  | 800  | 757  | 752  | 735  | 728  | 727  | 724  |
|               | 1968 | 1982 | 1990 | 2006 | 2013 | 2015 | 2017 | 2019 | 2020 | 2022 |